# Asprocottus abyssalis
Asprocottus abyssalis, vrsta slatkovodnih riba iz reda škarpinki. Žive na dubinama od 150 do 1400 metara kao endemi u Bajkalskom jezeru u Rusiji.
Izgledom (pljosnata glava) su nalik ribama roda Abyssocottus s kojima pripadaju porodici Abyssocottidae. Prvi ju je opisao ruski ihtiolog Dmitrij Nikolaevič Taliev (Дмитрий Николаевич Талиев), 1955. pod imenom A. herzensteini abyssalis, da bi iste godine bila priznata kao posebna vrsta A. abyssalis.
U Rusiji je vernakularno nazivaju глубоководная широколобка.